# Agata Młynarska
Agata Maria Młynarska (ur. 23 marca 1965 w Warszawie) – polska dziennikarka, producentka, konferansjerka, prezenterka telewizyjna, działaczka społeczna, kiedyś także aktorka, z wykształcenia polonistka.

## Życiorys

### Rodzina i edukacja
Jest córką piosenkarza i autora tekstów Wojciecha Młynarskiego oraz aktorki Adrianny Godlewskiej. Ma dwoje młodszego rodzeństwa, siostrę Paulinę i brata Jana. Poprzez stryjecznego dziadka swojego ojca, dyrygenta Emila Młynarskiego, jest spowinowacona z rodziną Rubinsteinów, wywodzącą się z małżeństwa córki pianisty, Anieli Młynarskiej, z Arturem Rubinsteinem. Jest kuzynką aktora Michaela Westona, syna Johna Rubinsteina.
We wczesnej młodości przez trzy lata uczęszczała na zajęcia baletowe. Przez dwa i pół semestru uczyła się Liceum Sióstr Nazaretanek, a po zdaniu matury w XI Liceum Ogólnokształcącym im. Mikołaja Reja w Warszawie ukończyła studia na wydziale filologii polskiej na Uniwersytecie Warszawskim na podstawie pracy magisterskiej na temat parodii w tekstach Konstantego Ildefonsa Gałczyńskiego.

### Kariera zawodowa
W 1978 zagrała Agnieszkę Leśniewską w serialu Rodzina Leśniewskich. Pod koniec lat 80. współpracowała z agencją artystyczną „Biuro Promocja 2000” i uczestniczyła jako modelka w pokazach mody.
W grudniu 1990 została prezenterką Telewizji Polskiej, debiutując na antenie TVP2 w roli prowadzącej dziennik Obserwator. Po niecałym roku pracy przeszła do redakcji programów rozrywkowych, w której debiutowała jako prowadząca Soboty w Dwójce. Następnie prowadziła Studio rano, tworzyła reportaże i relacje z wydarzeń kulturowych, pisała scenariusze programów i była redaktorką koncertów, była spikerką zapowiadającą programy TVP2 oraz współprowadziła z Ewą Sałacką program Animals, zachęcający do adopcji bezdomnych psów ze schroniska. W grudniu 1991 wraz z Jerzym Owsiakiem zaczęła prowadzić program Róbta, co chceta, czyli rockandrollowa jazda bez trzymanki, który został zdjęty z anteny po 128 odcinkach. Ponadto prowadziła teleturniej Krzyżówka szczęścia, program rozrywkowy Szkoła kłamców i talk-show Świat kobiet. Jednocześnie była także konferansjerką: zaczynała od prowadzenia imprez firmowych, następnie współprowadziła m.in. finały Wielkiej Orkiestry Świątecznej Pomocy oraz m.in. gale i koncerty telewizyjne, plenerowe pikniki i widowiska sylwestrowe organizowane przez TVP2. Od 1992 z ramienia TVP współtworzyła akcję I Ty możesz zostać św. Mikołajem na rzecz pomocy dzieciom z domów dziecka a w latach 1995–2007 prowadziła Festiwal Kultury Kresowej, którego była współtwórczynią. We wrześniu 2002 została jedną z prowadzących poranny magazyn Pytanie na śniadanie. Od 2004 działa w Fundacji „Dziecięca Fantazja”, której jest ambasadorką. Jest też honorową ambasadorką Fundacji „Przyjaciółka”.

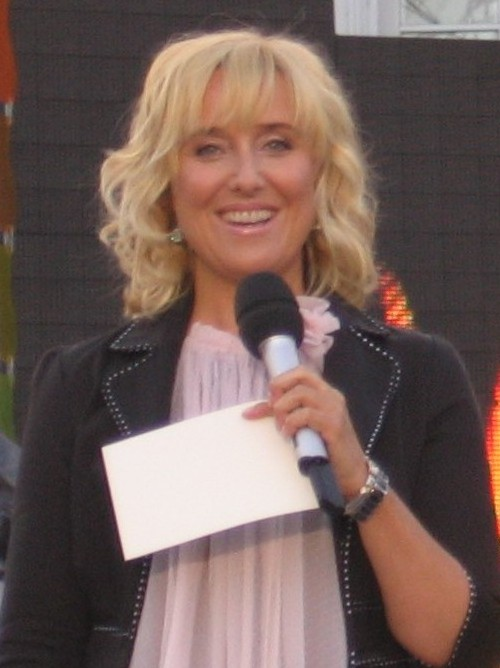
Młynarska na Summer Rhythm Festival 2007 w Płocku

W 2006 zaczęła pracować w Fundacji Polsat, wkrótce przeszła z TVP do Telewizji Polsat, gdzie początkowo była członkiem sztabu poszukującego formatów telewizyjnych dla telewizji, a po trzech latach pracy została szefową zespołu nowych projektów. Była także producentem kreatywnym i scenarzystką Światowych rekordów Guinnessa, polskiej wersji programu Lo show dei record. Następnie została prezenterką telewizji Polsat, dla której poprowadziła drugą edycję teleturnieju Eureko, ja to wiem! oraz współprowadziła programy Dzień kangura i On i ona. Była także konferansjerką podczas Sopot TOPtrendy Festiwal (2006–2013), którego była także rzecznikiem prasowym, oraz noworocznych koncertów Sylwestrowa moc przebojów (2008–2012). 
Równolegle z pracą w Polsacie, w marcu 2011 założyła portal internetowy OnaOnaOna.com, za który otrzymała Różę Gali w kategorii „debiut roku”. W latach 2011–2013 prowadziła wywiady w audycji Ona rozmawia w Radiu PiN. Od grudnia 2011 do maja 2013 była gospodynią programu Jaka ona jest w Polsat Café. W czerwcu 2012 w ramach projektu Łódź Miastem Kobiet odbył się festiwal Teraz one, którego jest pomysłodawczynią. Pod koniec roku, pozostając prezenterką Polsatu, przeprowadziła wywiad z ojcem, Wojciechem Młynarskim, w ramach programu TVP2 Rozmowy poszczególne. W maju 2013 objęła stanowisko redaktorki naczelnej „Skarbu”, miesięcznika dystrybuowanego w sieci drogerii Rossmann. Ponadto poprowadziła finałowy panel festiwalu Karuzela Cooltury i została prowadzącą program TVP1 Świat się kręci, a także otrzymała Różę Gali w kategorii „media”. W 2014 otrzymała Wiktora za wygraną w kategorii „osobowość telewizyjna”. W czerwcu 2015 poprowadziła koncert „Ktoś mnie pokochał! Urodzinowe Debiuty ze Skaldami” podczas 52. Krajowego Festiwalu Piosenki Polskiej w Opolu.
W lutym 2016 została uhonorowana nagrodą im. św. Kamila za swoją działalność społeczną. W czerwcu tego samego roku odeszła z programu Świat się kręci, a we wrześniu rozpoczęła współpracę z grupą Discovery Networks, obejmując stanowisko dyrektorki rozwoju kanału TLC Polska. W październiku przekazała prawa do swojej witryny OnaOnaOna.com firmie Ringier Axel Springer Polska i zakończyła współpracę z redakcją „Skarb”. Wiosną 2017 zadebiutowała na antenie TLC z autorskim programem Zmiana pełną parą, poza tym wystąpiła w kampanii reklamowej marki odzieżowej Cacofonia Milano, a w maju premierę miała książka Moja wizja, będąca wywiadem–rzeką z Młynarską przeprowadzonym przez Agnieszkę Litorowicz-Siegert. Po przejęciu Grupy TVN przez Discovery prowadziła programy w stacjach należących do grupy TVN Discovery Polska: Eks-tra Zmiana w TVN Style (2018–2019), a także Bez tabu (2019) i Włącz zdrowie (2020) w Discovery Life oraz Kobiety bez tabu w TVN Style (2020). W 2019 była nominowana do Gwiazdy Plejady dla osobowości roku. W 2020 prowadziła internetowy format #agatasiekreci na swoich profilach w serwisach Instagram i YouTube. Jesienią 2021 powróciła w charakterze prezenterki programu Bez tabu, tym razem emitowanego w TVN Style. Jesienią 2023 prowadziła program Stylowe taxi Agaty na antenie tej samej stacji, a w 2024 prowadziła Konfrontacje Agaty.

## Życie prywatne
W lutym 1984 poślubiła historyka Leszka Kieniewicza, z którym ma dwóch synów, Stanisława (ur. 1985) i Tadeusza (ur. 1989). Rozwiedli się po 10 latach małżeństwa. Drugie małżeństwo z Jerzym Porębskim przetrwało rok. W latach 2006–2008 była związana z dziennikarzem i prezenterem pogody Jarosławem Kretem. 22 marca 2014 wyszła za przedsiębiorcę Przemysława Schmidta. Wychowała dwie dziewczynki z domu dziecka, Sylwię i Alicję. Ma trzy wnuczki.
Cierpi na chorobę Leśniowskiego-Crohna.

## Odznaczenia i nagrody
- Dama Orderu Uśmiechu
- Gwiazda Dobroczynności w plebiscycie organizowanym przez „Newsweek Polska” i Akademię Rozwoju Filantropii
- 2011: Róża Gali w kategorii „debiut roku” (dla portalu www.onaonaona.com)
- 2013: Wiktor w kategorii „osobowość telewizyjna”
- 2013: Róża Gali w kategorii „media”
- 2016: Odznaka Honorowa za Zasługi dla Ochrony Praw Dziecka[39]

## Filmografia
- 1980: Rodzina Leśniewskich – Agnieszka Leśniewska
- 1998: Złotopolscy – dziennikarka spotkana przez Waldka na korytarzu telewizji (odc. 13)
- 1999: Badziewiakowie – reporterka (odc. 4)
- 2000: Wielkie rzeczy – dziennikarka prowadząca audiotele (odc. pt. Gra)
- 2000: Klasa na obcasach – dziennikarka
- 2003: M jak miłość – dziennikarka przeprowadzająca wywiad z Napiórkowskim oraz Dorotą Stalińską (odc. 189, 207)
- 2006: Egzamin z życia – dziennikarka robiąca reportaż (odc. 50)
- 2007: Świat według Kiepskich – redaktorka (odc. 276)